# Cryptocarya samoensis
Cryptocarya samoensis är en lagerväxtart som beskrevs av Erling Christophersen. Cryptocarya samoensis ingår i släktet Cryptocarya och familjen lagerväxter. Inga underarter finns listade i Catalogue of Life.